# مپرشال
مپرشال (به انگلیسی: Meppershall) یک روستا و محله مدنی در بریتانیا است که در Central Bedfordshire واقع شده‌است. مپرشال ۱٬۸۱۰ نفر جمعیت دارد.